# Powassan
Powassan är en ort i Kanada.   Den ligger i provinsen Ontario, i den sydöstra delen av landet, 290 km väster om huvudstaden Ottawa. Powassan ligger 330 meter över havet och antalet invånare är 1 243.
Terrängen runt Powassan är lite kuperad. Trakten runt Powassan är nära nog obefolkad, med mindre än två invånare per kvadratkilometer.. Närmaste större samhälle är Nipissing, 14,6 km nordväst om Powassan. 
I omgivningarna runt Powassan växer i huvudsak blandskog.